# Fibuloides elongata
Fibuloides elongata là một loài bướm đêm thuộc họ Tortricidae. Nó được tìm thấy ở Trung Quốc (Vân Nam).